# ريج بف
ريج بف (بالإنجليزية: Reg Pugh)‏ (28 يوليو 1917 في المملكة المتحدة - ) هو مدرب كرة قدم ولاعب كرة قدم بريطاني في مركز الهجوم. لعب مع كارديف سيتي وأبردير تاون ‏.